# Sanctuary (Gandalf)
Sanctuary is een studioalbum uit 2009 van de Oostenrijker Gandalf. Het album is een mengeling van newagemuziek en elektronische muziek. Het verscheen op het platenlabel Real Music uit Sausalito (Californië), gespecialiseerd in dit muziek. De muziek leent zich, aldus Gandalf zelf, goed voor meditatie en verschilt daarmee duidelijk van zijn eerste albums. Het is zijn dertigste album. Het album wordt gevolgd door een tournee, waarbij hij ook het Planetarium van Bochum aandeed, alwaar meerdere concerten plaatsvonden op het gebied van elektronische muziek.

## Musici
- Gandalf: gitaar, bouzouki, sitar, piano, etc.
- Merike Hilmar – cello
- Christian Strobl – djembé en darabuka

## Composities
Allen door Gandalf:
1. "Alhambra-Prelude" (1:38)
2. "Under Southern Skies" (7:24)
3. "Once In A Star-Brightened Night" (4:25)
4. "Alhambra" (6:30)
5. "A Place In The Sun" (5:35)
6. "Citadel - Part 1." (5:59)
7. "Citadel - Part 2." (5:05)
8. "The Loveliest Flower In My Garden" (4:36)
9. "Pilgrims' Road" (6:47)
10. "A Place In The Sun - Interlude" (1:19)
11. "When Blossoms Turn To Fruit" (3:58)
12. "Alhambra-Reflections" (2:44)